# Styxon ciniferalis
Styxon ciniferalis är en fjärilsart som beskrevs av Caradja 1925. Styxon ciniferalis ingår i släktet Styxon och familjen Crambidae. Inga underarter finns listade i Catalogue of Life.